# اوون (ویسکانسین)
اوون، ویسکانسین  (به انگلیسی: Owen) شهری در شهرستان کلارک ایالت ویسکانسین است که در سال ۱۹۲۵ بنیان‌گذاری شده‌است. این شهر طبق سرشماری سال ۲۰۱۰ میلادی ۹۴۰ نفر جمعیت داشته‌است.